# Durvillaea
Durvillaea es un género de alga parda de la familia Durvillaeaceae. Todos los miembros de este género habitan en el hemisferio sur, incluyendo Australia, Nueva Zelandia, América del Sur, y varias islas subantárticas.

## Etimología
El género lleva el nombre del explorador francés Jules Dumont d'Urville (1790-1842).

## Descripción

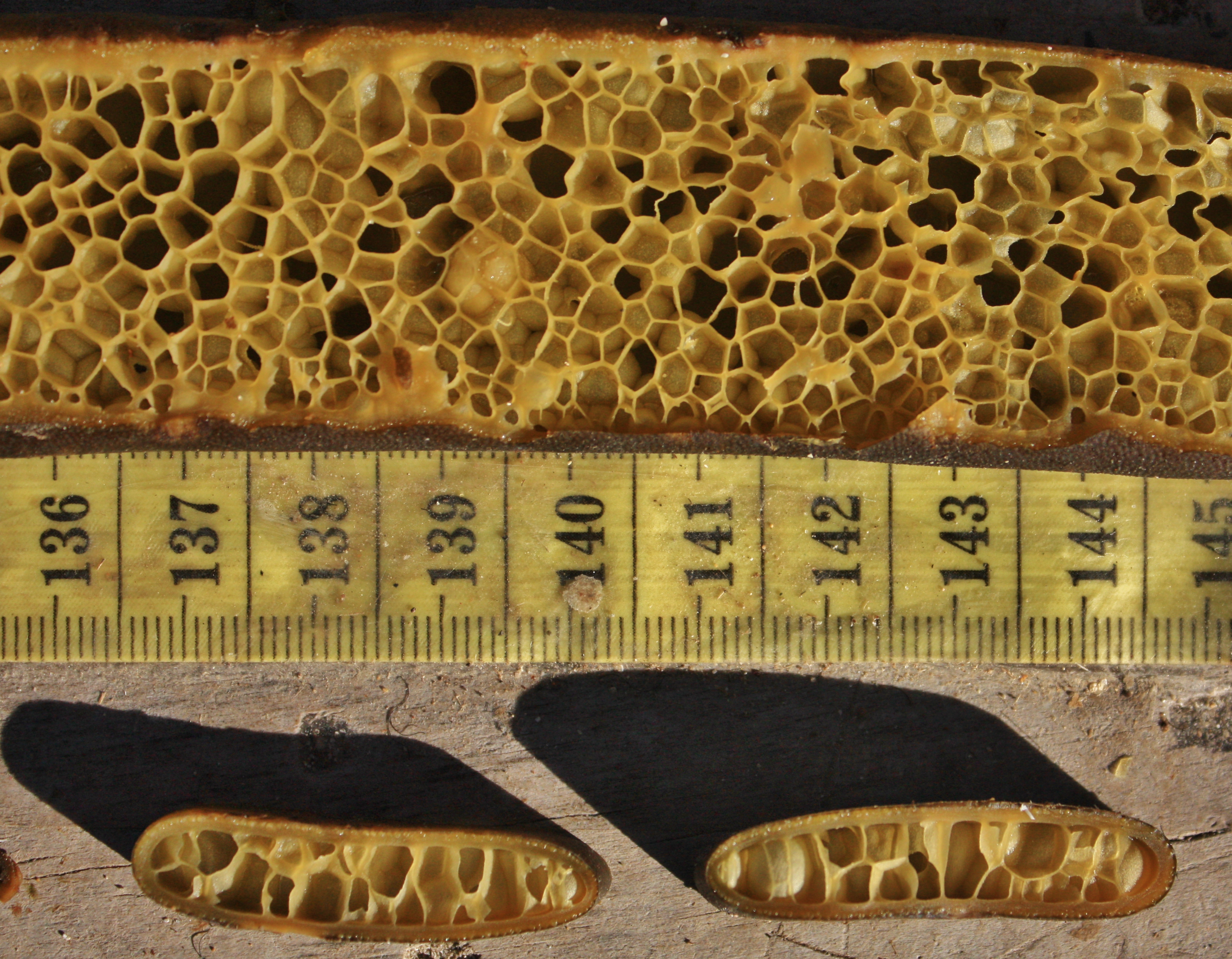
Corte transversal de D. antarctica mostrando la estructura tipo 'panal de abejas' de sus cintas.

Las especies de Durvillaea se caracterizan por su crecimiento prolífico y morfología plástica.
Dos especies, D. antarctica y D. poha flotan a causa de su estructura alveolar de las frondas del alga que contienen aire. Cuando estas especies se sueltan del fondo marino, esta flotabilidad les permite a las plantas navegar a la deriva grandes distancias, permitiendo se disperse a largas distancias. Por comparación la especie D. willana no posee ese tipo de tejido 'alveolar' y no flota, lo que hace estas plantas no se desplacen grandes distancias.

## Ecología
El alga Durvillaea crece en las zonas intermareales y submareales poco profundas, típicamente sobre sitios costeros con rocas expuestas al oleaje. D. antarctica y D. poha son intermareas, mientras que D. willana es submarea (con profundidades de hasta seis metros). Las especies intermareales pueden crecer en el límite superior de la zona intermareal si hay suficiente oleaje. Las especies pueden soportar un alto grado de perturbación producto de la acción de las olas, si bien las tormentas pueden desprender algunas plantas de los substratos.
|                                                              |
| D. poha, D. antarctica, y D. willana en la península Tautuku |

|                                                  |
| D. antarctica creciendo en Boom Rock, Wellington |

|                                                  |
| D. antarctica en Manurewa Point, en la Wairarapa |

|                                                |
| D. fenestrata creciendo en las islas Antípodas |

|                                    |
| Alga Durvillaea en la isla Enderby |

## Especies y distribución
En la actualidad existen ocho especies reconocidas en este género, y la especie tipo es D. antarctica. Todas las especies habitan únicamente en el hemisferio sur y muchos taxones son endémicos de particular coastlines or subantarctic islands.
- Durvillaea amatheiae X.A. Weber, G.J. Edgar, S.C. Banks, J.M. Waters & C.I. Fraser, 2017,[13] endémica del sureste de Australia.[3][13]
- Durvillaea antarctica (Chamisso) Hariot,[1] se le encuentra en Nueva Zelanda, Chile y varias islas subantárticas incluida la isla Macquarie.[2][3][14][5][6][15][16][17]
- Durvillaea chathamensis C.H.Hay, 1979,[17] endémica de las islas Chatham.[3][14]
- Durvillaea fenestrata C. Hay, 2019,[3] endémica de las islas subantárticas Antípodas.[3][14]
- Durvillaea incurvata (Suhr) Macaya,[3] endémica de Chile.[3]
- Durvillaea poha C.I. Fraser, H.G. Spencer & J.M. Waters, 2012,[6] endémica de la isla Sur de Nueva Zelandia, y de las islas subantárticas Snares y Auckland.[3][14][6][16]
- Durvillaea potatorum (Labillardière) Areschoug, endémica del sureste de Australia.[18][14][19]
- Durvillaea willana Lindauer, 1949,[20] endémica de Nueva Zelanda.[2][3][14][7][17][20]